# Daphne Hasenjäger
Daphne Lilian Evelyn Hasenjäger   z domu Robb (ur. 2 lipca 1929 w Pretorii) – południowoafrykańska lekkoatletka specjalizująca się w biegach sprinterskich, uczestniczka igrzysk olimpijskich w latach 1948 i 1952, srebrna medalistka olimpijska z 1952 z Helsinek, w biegu na 100 metrów.

## Finały olimpijskie
- 1948 – Londyn, bieg na 200 metrów – 6. miejsce
- 1952 – Helsinki, bieg na 100 metrów – srebrny medal
- 1952 – Helsinki, bieg na 200 metrów – 6. miejsce

## Inne osiągnięcia
- 1950 – Auckland, igrzyska Imperium Brytyjskiego – brązowy medal w biegu na 220 yardów

## Rekordy życiowe
- bieg na 100 metrów – 11,8 – 1952
- bieg na 200 metrów – 24.2 – 1952